# Bokeljski Hrvati
Bokeljski Hrvati ali črnogorski Hrvati so hrvaška etnična skupnost v Črni gori.

## Število, vera, jezik
V državi živi približno šest tisoč Hrvatov, večinoma v Boki pri Kotorju, zato se imenujejo bokeljski.
Naselja in mesta, kjer so še Hrvati razen Boke:
- Bogdašići (27)
- Donja Lastva (315)
- Lepetani (53)
- Krasići (27)
- Muo (115)
- Bogišići (33)
- Tivat (1,622)
- Donji Stoliv (58)
- Prčanj (170)
- Kavač (93)
- Kotor (113)
- Škaljari (415)

Bokeljski Hrvati so vsi katoliške veroizpovedi. 21. decembra 2007 je bila ustanovljena njihova narodnostna organizacija Hrvatsko građansko društvo Crne Gore. Govorijo ijekavščino vzhodno-hercegovskega narečja. Na ljudskem štetju je 2126 ljudi reklo v Boki, da govori hrvaško. Drugi, ki se imajo za Hrvate, so rekli, da jim je materinščina srbski jezik (1918 ljudi). 1117 ljudi je reklo, da jim je črnogorščina materni jezik.

## Znameniti Hrvati iz Črne gore
- Leopold Mandić, svetnik